# 立川聖苑
立川聖苑（たちかわせいえん）とは東京都立川市にある一部事務組合立川・昭島・国立聖苑組合が運営する公営火葬場である。

## 所在地
- 〒190-0021 東京都立川市羽衣町3-20-18

## 組合構成市
- 立川市
- 昭島市
- 国立市

## 休業日
12月31日 - 1月3日及び友引。

## 施設概要
- 火葬炉 7基 （都市ガス）
- 収骨室 2室
- 待合室 6室
- 駐車場
  - 乗用車 27台、マイクロバス 8台
- 式場 120名 （立川市営立川斎場）

## 歴史
- 1948年3月 立川市営火葬場開設。
- 1985年3月18日 立川市、昭島市、国立市の3市で立川・昭島・国立火葬場組合を設立。
- 1998年4月1日 組合名称を立川・昭島・国立聖苑組合に変更。
- 1999年 現在の施設が竣工

## アクセス
鉄道
- 南武線西国立駅から徒歩5分